# ارمنی‌ها در سینمای ایران

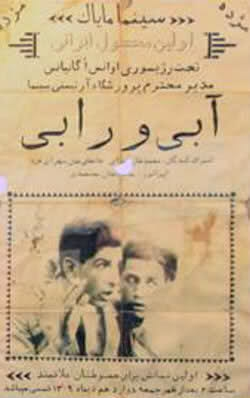
تبلیغ فیلم آبی و رابی سینما مایاک

ارمنی‌ها در سینمای ایران در کلیه امور فنی، صداگذاری، فیلم‌برداری، لابراتوار، عکاسی فیلم، کارگردانی و بازیگری و نیز در سینماداری و مدیریت آن، با جدیت حضور داشتند و کوشش‌های فراوانی کرده‌اند. نخستین فیلم بلند سینمایی ایران به نام «آبی و رابی» در سال ۱۳۰۹ توسط اوانس اوگانیانس ساخته شد.

## تاریخ
در اردیبهشت ماه سال ۱۳۰۹ خورشیدی اوانس اوگانیانس (اوهانیان) اولین مدرسه آرتیستی سینما را به نام (پرورشگاه آرتیستی سینما)، در خیابان (علاء الدوله)، فردوسی کنونی دایر کرد. او در نظر داشت مدرسه هنرپیشگی سینمایی برای بانوان و دوشیزگان نیز دایر کند ولی با مخالفت افراد متعصب گرا و مذهبی روبرو شد و موفق نشد. اوهانیان برای تهیه نخستین فیلم سینمایی خود، شش تن از فارغ التحصیلان مدرسه را برگزید و از خانم «مادام سیرانوش» که از ارمنیان تهران بود برای بازی در فیلم دعوت کرد. روز جمعه ۱۲ دی ۱۳۰۹ در سالن سینما (پارک) با حضور جمعی کثیری از روزنامه نگاران و نویسندگان، «فیلم آبی و رابی» به نمایش درآمد.
پس از نمایش اولین فیلم، دومین دوره مدرسه مزبور آغاز به کار کرد. پس از یک سال آموزش، آن دوره نیز به پایان رسید و ۱۸ تن فارغ‌التحصیل شدند. زوما اوهانیان، دختر اوانس اوگانیانس، تنها دختری بود که این دوره را با موفقیت به پایان رساند. در خرداد ماه سال ۱۳۱۱ فیلمبرداری از دومین فیلم صامت به نام (حاج آقا آکتور سینما) در شرکت پارس فیلم آغاز و در بهمن ماه سال ۱۳۱۲ خورشیدی به نمایش درآمد.
بعد از فوت اوانس اوگانیانس در سال ۱۳۴۰ خورشیدی، تعدادی از ارمنیان که بیشتر آن‌ها سابقه کار در تئاتر داشتند به کارگردانی فیلم‌های سینمایی پرداختند. از نامی‌ترین کارگردانان ارمنی می‌توان از ساموئل خاچیکیان نام برد. خاچیکیان افزون بر کارگردانی، فیلمنامه‌نویس، فیلم آگهی و سازنده جلوه‌های ویژه نیز هست. خاچیکیان نخستین سازنده آنونس (فیلم آگهی) در ایران است. خاچیکیان برنده جایزه بهترین کارگردان در «نخستین جشنواره فیلم‌های ایران» با عنوان «گلریزان» به خاطر فیلم چهار راه حوادث سال ۱۳۳۴، شد. واروژ کریم مسیحی در سال ۱۳۶۹ خورشیدی فیلم پرده آخر را ساخت. این فیلم برنده ۸ جایزه از جشنواره بین‌المللی فیلم فجر شد و موفق به دریافت جایزه سیمرغ بلورین بهترین کارگردان در نهمین جشنواره فیلم فجر گردید.

## استودیوها
تعدادی از ارمنیان استودیوهای فیلم برداری و دوبلاژ تأسیس کردند. در این استودیوها گروهی از ارمنیان که اطلاعاتی دربارهٔ مسائل فنی فیلم و سینما داشتند و به این زمینه علاقه‌مند بودند به فعالیت پرداختند و در فیلم برداری، تدوین، چاپ و لابراتوار، صداگذاری، میکس (فیلم)، امور فنی صدا همکاری کردند.
- استودیو دیانا فیلم

ساناسار خاچاطوریان در سال ۱۳۲۹ خورشیدی استودیو دیانا فیلم را در جوار ساختمان سینما دیانا (سینما سپیده کنونی) تأسیس کرد و از سال ۱۳۳۲ تا ۱۳۳۸ خورشیدی تعداد چهارده فیلم سینمایی ساخته است.
- استودیو شهاب و استودیو هاملت فیلم

روبیک زادوریان در سال ۱۳۳۲ خورشیدی نزدیک میدان فردوسی استودیو شهاب فیلم را بنیان نهاد و به دوبله فیلمهای فارسی پرداخت. در این استودیو سه فیلم سینمایی ساخته شد.
- استودیو تهران شهرستان فیلم

بابکن آویدیسیان در سال ۱۳۳۸ خورشیدی استودیو تهران شهرستان فیلم را تأسیس کرد که تا سال ۱۳۴۲ خورشیدی فعال بود و در طی این مدت هشت فیلم سینمایی در این استودیو ساخته شد.
- استودیو آژیر فیلم

ژوزف واعظیان در سال ۱۳۳۷ خورشیدی آژیر فیلم را تأسیس کرد. در این استودیو از سال ۱۳۳۷ تا ۱۳۴۲ خورشیدی سیزده فیلم سینمایی تهیه گردید.
- استودیو شاهین فیلم

«وانیک و هانریک آودیسیان» در سال ۱۳۳۸ خورشیدی استودیو شاهین فیلم را تأسیس کردند. در این استودیو از سال ۱۳۳۸ تا ۱۳۴۷ خورشیدی هشت فیلم سینمایی تهیه گردید.
- استودیو چاپلین فیلم

سلیمان میناسیان و هراند میناسیان فیلمنامه‌نویس و کارگردان فیلمهای مستند و سینمایی و تبلیغاتی بودند. در سال ۱۳۴۴ خورشیدی استودیو شاهین فیلم را تأسیس کردند. دو فیلم سینمایی که ساختند به نام‌های:طلوع (فیلم ۱۳۴۹) و فریاد (فیلم ۱۳۵۰) می‌باشند که فیلم طلوع برنده جایزه بهترین فیلمبرداری در سومین جشنواره فیلم سپاس شد.
- استودیو البرز

واهان ترپانچیان، «سیمیک کنستانتین» ،ابوالقاسم رضایی و جانی باغداساریان در ۱۳۳۰ خورشیدی استودیو البرز را بنیان نهادند. نخستین فیلم سینمایی استودیو البرز در سال ۱۳۳۰ خورشیدی با نام دستکش سفید ساخته شد. در مدت سه سال پنج فیلم سینمایی در استودیو البرز تهیه گردید.
- استودیو داریوش فیلم

آلکس آقابابیان در سال ۱۳۲۵ خورشیدی در منزل مسکونی خود در خیابان نادری، کوچه نوبهار، داریوش فیلم را تأسیس کرد. او پس از به پایان رساندن تحصیلات خود در ایتالیا با یاری مرتضی حنانه و گروهی از ایرانیان، فیلم (سرگذشت فریدون بی نوا) را دوبله کردند و در مهر ماه ۱۳۳۱ خورشیدی در سینما دیانا نمایش داده شد. آلکس آقابابیان سپس فیلم‌های (گرگ مزرعه و برنج تلخ) را دوبله کرد.

## تهیه کنندگان فیلمهای سینمایی
نخستین تهیه‌کننده فیلم سینمایی، اوانس اوگانیانس بود که (آبی و رابی) و (حاجی آقا آکتور سینما) را تهیه کرد. از ۱۳۳۰ خورشیدی تهیه کنندگان ارمنی به تهیه فیلم‌های سینمایی پرداختند. ژوزف واعظیان از ۱۳۳۷ خورشیدی تا ۱۳۵۰ تعداد پانزده فیلم سینمایی تهیه کرد.
از دیگر تهیه کنندگان - کارگردانان معروف ارمنی می‌توان به:
(آرمان هوسپیان، ساموئل خاچیکیان، موشق سروری، واهان ترپانچیان، روبرت اکهارت ،هنریک استپانیان، واهیک پیرحمزه‌ای و غیره را نام برد)

## منتقد و مدرس سینما
- زاون قوکاسیان

وی به عنوان مدرس در دانشگاه‌های سوره تهران و سپهر اصفهان مشغول به تدریس سینما بود. از فعالیت‌های او می‌توان به نشر کتاب‌های سینمایی اشاره کرد. اولین کتاب وی در حوزه سینما در سال ۱۳۵۰ منتشر شد که دربارهٔ فیلم «چشمه» ساخته آربی آوانسیان بود. نوشتن کتابی دربارهٔ یک فیلم تا آن زمان در سینمای ایران سابقه نداشت. قوکاسیان علاوه بر نگارش یادداشت و نقدهای سینمایی، چندین عنوان کتاب در حوزه سینما و سینماگران تألیف کرد.

## عوامل فنی استودیوهای دوبلاژ و فیلمبرداری
تعدادی از ارمنیان در استودیوهای دوبلاژ و فیلمبرداری فعالیت می‌کردند، برخی از آنان در حرفه خود بسیار متبحر بودند آن‌ها در استودیوها، چاپ و لابراتوار، صدابرداری افکت صدا، میکس،انتخاب موسیقی متن فیلم، امور فنی صدا و تدوین و مونتاژ فیلم‌ها را انجام می‌دادند.
- گورگن گریگوریانس

گریگوریان از پرسابقه‌ترین عوامل فنی سینمای ایران است. در سال ۱۳۲۹ خورشیدی در «استودیو عصر طلایی» به کار پرداخت. از ۱۳۴۵ به مونتاژ فیلمها روی آورد و در ۱۳۵۳ خورشیدی به استخدام وزارت فرهنگ و هنر درآمد و در اداره کل امور سینمایی مشغول کار شد. گریگوریان در ۴۸ سال فعالیت مستمر در تهیه ۹۵ فیلم سینمایی همکاری داشته‌است.
- وارطان چاپاریان

از سال ۱۳۳۲ تا ۱۳۳۹ خورشیدی در «استودیو عصر طلایی» مسئول امور فنی صدا، میکس، ضبط صدا و انتخاب موسیقی متن فیلم بود.
- واروژ کاراپتیان

از سال ۱۳۳۸ خورشیدی در «استودیو ایران فیلم» مشغول کار شد. سپس به «استودیو عصر طلایی» رفت و مدتی مدیر فنی «استودیو شاهین فیلم» بود. در سال ۱۳۵۰ خورشیدی با همکاری (آرکادی بوغوسیان و روبیک منصوری) «استودیو فیلمکار» را بنیان نهاد.
- تیگران تومانیان

تومانیان در «لابراتوار فیلم» مشغول کار بود و همزمان با استودیو «مهرگان فیلم» و «ایران فیلم» نیز همکاری می‌کرد.
- گارنیک یادگاریان

یادگاریان ابتدا در «استودیو شهاب» به کار پرداخت سپس در سال ۱۳۶۵ خورشیدی به مجتمع فرهنگ و هنر اسلامی پیوست؛ بعد به استودیو «ساند فیلم» رفت.
- واهان بیجانیان

او فرزند «الکساندر بیجانیان»، هنرپیشه سینما و تئاتر بود. از سال ۱۳۲۸ خورشیدی با «استودیو پارس فیلم» همکاری می‌کرد.
- سورن خاچیکیان

سورن خاچیکیان برادر کوچک ساموئل خاچیکیان بود. از سال ۱۳۳۶ خورشیدی فعالیت سینمایی اش را در «استودیو آژیرفیلم» آغاز نمود او مسئول صدابرداری، تدوین، میکس، افکت صدا و انتخاب موسیقی متن برای فیلم‌ها بود.
- روبیک منصوری

روبیک منصوری فعالیت خود را از سال ۱۳۳۵ خورشیدی آغاز نمود و از حرفه ای‌ترین و پرسابقه‌ترین تکنسین‌های صدا در ایران است.
- ژرژ پطرسی

ژرژ پطرسی دوبله حرفه‌ای خود را از سال ۱۳۴۶ آغاز نمود. او در فیلم‌های خارجی ۳۹ بازیگر، فیلم‌های ایرانی ۱۳ بازیگر را دوبله نمود؛ و در ۱۳ فیلم به عنوان مدیر دوبلاژ انجام وظیفه کرد.
از دیگر هنرمندان ارمنی که در این زمینه فعالیت می‌کردند:
(گالوست گورکیان صدابردار، متخصص افکت و میکساژ، آهنگساز فیلم و آرشام قهرمانیان آهنگساز و صدابردار فیلم و متخصص میکساژ، افکت و آرشاک قوکاسیان دوبلور را می‌توان نام برد)

## فیلمبرداران ارمنی
- واهاک وارطانیان

او از سال ۱۳۳۲ خورشیدی به فیلمبرداری از فیلم‌های سینمایی روی آورد. او کلیه کارهای لابراتوار و چاپ فیلم‌های سینمایی را نیز انجام می‌داد. وارطانیان طی سال‌های ۱۳۳۲ تا ۱۳۵۲ خورشیدی از ۲۹ فیلم سینمایی فیلمبرداری کرده‌است.
- پطروس پالیان

او از سال ۱۳۳۲ خورشیدی از فیلم‌های مستند فیلمبرداری می‌کرد. از سال ۱۳۳۹ خورشیدی تا سال ۱۳۵۷ از هشت فیلم سینمایی فیلمبرداری کرد. فیلم (بامداد جدی و طلوع فجر) را در سال ۱۳۴۳ خورشیدی برای اداره کل تولید فیلم و عکس وزارت فرهنگ و هنر، و فیلم (سیاوش در تخت جمشید) را در سال ۱۳۴۶ خورشیدی برای سازمان رادیو و تلویزیون و تل فیلم، فیلمبرداری کرد.
- هراند کاراپتیان

در حدود سی سال سابقه فعالیت در رشته عکاسی و از سال ۱۳۳۸ خورشیدی به مدت ده سال به عنوان فیلمبردار با استودیو آژیر به همکاری پرداخت.
- آراکل باباخانیان

باباخانیان از سال ۱۳۳۲ تا ۱۳۵۵ خورشیدی دستیار و فیلمبردار ۱۵ فیلم سینمایی بود.

## فیلمنامه نویسان ارمنی
تعدادی از کارگردانان ارمنی، فیلمنامه فیلم‌های سینمایی را که خود کارگردانی کرده‌اند شخصاً نوشته‌اند؛ که می‌توان به:
(اوانس اوگانیانس، ساموئل خاچیکیان، موشق سروری، روبرت اکهارت، آربی اوانسیان، واروژ کریم‌مسیحی، آرامائیس آقامالیان، هراند میناسیان، روبیک زادوریان و غیره را نام برد)

## موسیقی متن فیلم
- لوریس چکناواریان

چکناواریان با ساختن موسیقی متن فیلم برای «جلد مار» آهنگسازی برای فیلم را آغاز کرد. او برای ۱۷ فیلم مستند موسیقی متن فیلم تهیه کرد. در آثار چکناواریان تأثیر موسیقی ملی ایران بخوبی مشهود است.
- واروژان هاخباندیان

واروژان برای ۲۵ فیلم سینمایی و یک مجموعه تلویزیونی موسیقی متن ساخته است. در سال ۱۳۵۱ به خاطر موسیقی متن فیلم صبح روز چهارم برنده جایزه سپاس شد.
- آندره آرزومانیان

او بیشتر قطعاتی را که آهنگسازان نوشته‌اند با پیانو نواخته است.

## نقاشی متحرک
- آراپیک باغداساریان

از بنیانگذاران سینمای انیمیشن و از بانیان بخش فیلم‌سازی کانون پرورش فکری کودکان و نوجوانان محسوب می‌شود. در فیلم (نان و کوچه) که در سال ۱۳۴۹ توسط عباس کیارستمی ساخته شد، دستیار او بود. در همین سال انیمیشن کوتاه (گرفتار) را ساخت که تشویق نامه هیئت داوران اولین جشنواره پاریس به عنوان «بهترین فیلم کوتاه ۳۵ میلی‌متری» انتخاب شد. این اثر همچنین در جشنواره مرکز سینمایی کانون پرورش فکری کودکان و نوجوانان برنده مجسمه طلا شد.
- کریست کاراپتیان

او فارغ‌التحصیل دانشکده هنرهای تزئینی است. در سال ۱۳۶۰ خورشیدی فیلم‌های کوتاه نقاشی متحرک (مداد پرنده) و (دست‌ها) را با همکاری «هنریک ماردیروسیان» تهیه کرد. فیلم نقاشی متحرک (موش و گربه) با همکاری نورالدین آشتیانی در سال ۱۳۶۹ خورشیدی بر اساس داستان عبید زاکانی در بلغارستان تهیه گردید و در جشنواره انیمیشن وارنا نمایش داده شد.

## پوستر سازی و پلاکاردسازان
- ناپلئون و موشق سروریان

از اولین پوسترسازان و پلاکاردسازان فیلم‌های سینمایی بودند. آنان در سال ۱۳۰۴ خورشیدی آتیله و کارگاه خود را در تهران دایر کردند. موشق سروریان سازنده دکورهای عظیم فیلم سینمایی (شب‌نشینی در جهنم) بود.
- میشا گیراگوسیان

او پوستر سازی را در شهر تاشکند آموخت و از سال ۱۳۱۱ خورشیدی به تهیه پوستر پرداخت و مدت چهار دهه به طراحی پوستر اشتغال داشت.
- کریست هویان

در سال ۱۳۷۳ خورشیدی در چهارمین نمایشگاه دوسالانه آثار طراحان گرافیک ایران شرکت کرد. پوستری که او برای (هفته فیلم ایران در ارمنستان) تهیه کرده بود، از آثار برگزیده نمایشگاه شناخته شد. او طراح نام (سارا (فیلم)) است که در پوسترهای فیلم سینمایی سارا مورد استفاده قرار گرفت. تاکنون چهارده دیپلم افتخار از نمایشگاه‌های بین‌المللی کاریکاتور، که در کشورهای مختلف جهان برگزار شده دریافت کرده‌است.

## بازیگران زن ارمنی
از بازیگران مشهور زن ارمنی می‌توان به:
(ایرن زازیانس، آنیک شفرازیان، لوریک میناسیان، ساتنیک آقابابیان معروف به ساتو پری، مری آپیک، مادام سیرانوش، آسیا قسطانیان، لرتا هایراپتیان، ماهایا پطروسیان)، نام برد.

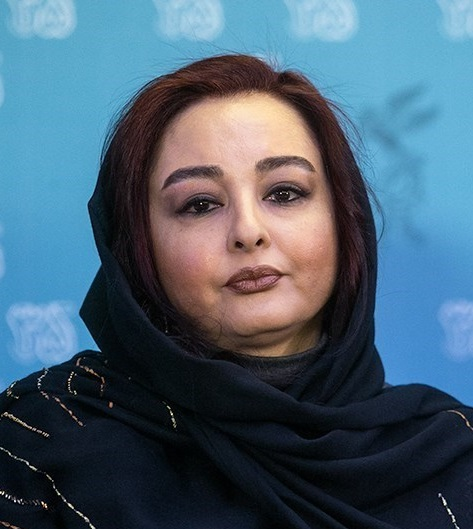
ماهایا پطروسیان
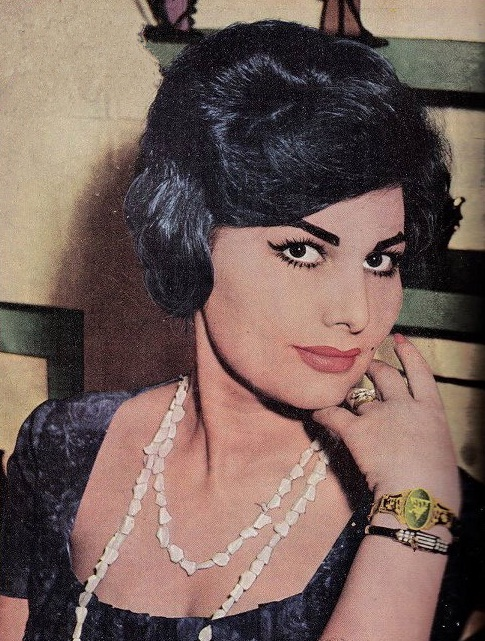
ایرن
آسیا قسطانیان
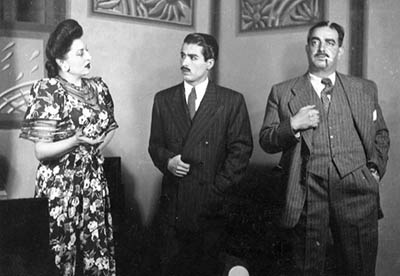
صحنه‌ای از نمایشنامهٔ مردم در سال‌های ۱۳۲۰. از راست: حسین خیرخواه، مصطفی اسکوئی و لرتا

## بازیگران مرد ارمنی
از بازیگران مشهور مرد ارمنی می‌توان به:
(آرمان هوسپیان، ویگن، مانوئل ماروتیان، واهان آقامالیان)، نام برد.

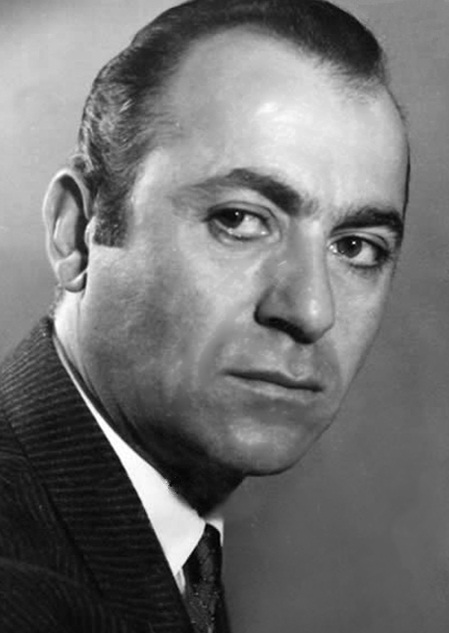
آرمان هوسپیان
آرمان، فروزان، ویگن (عروس دریا، ۱۳۴۴)
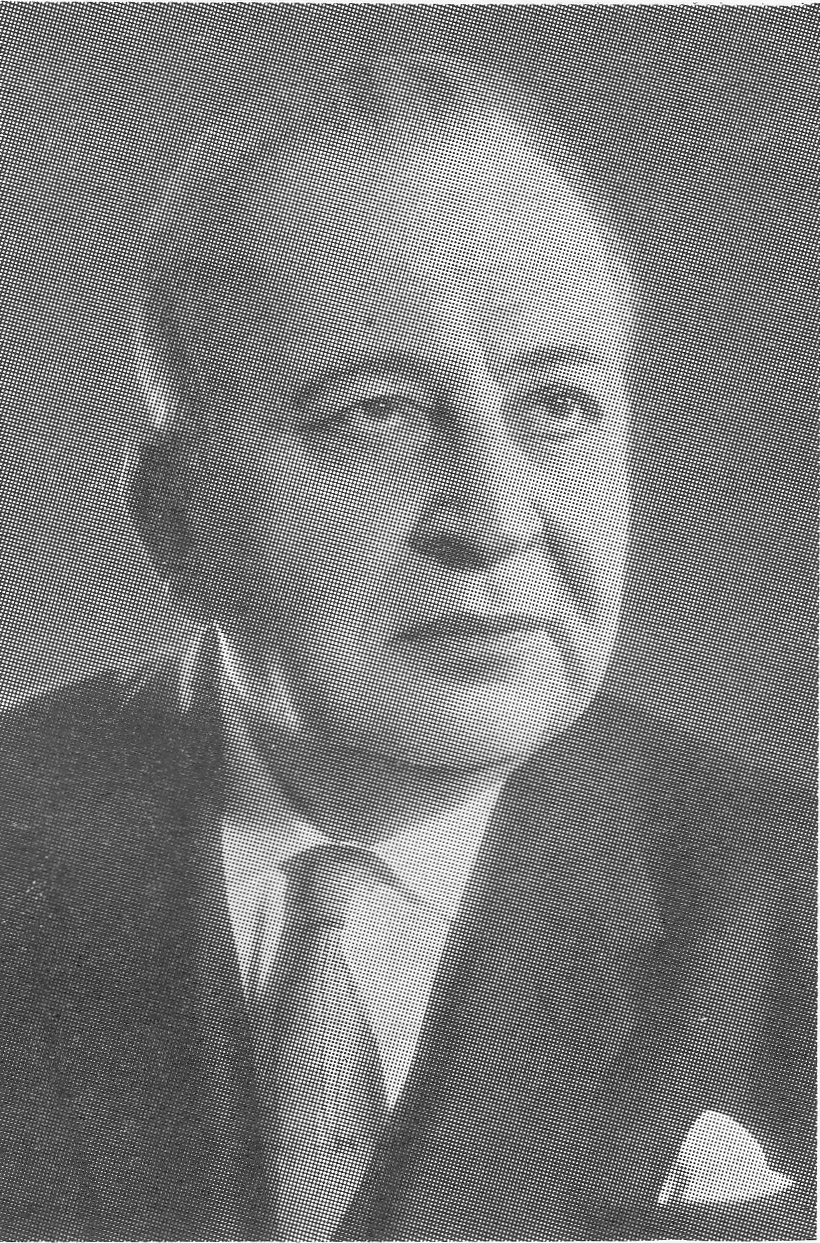
مانوئل ماروتیان

## نگارخانه

اوانس اوگانیانس
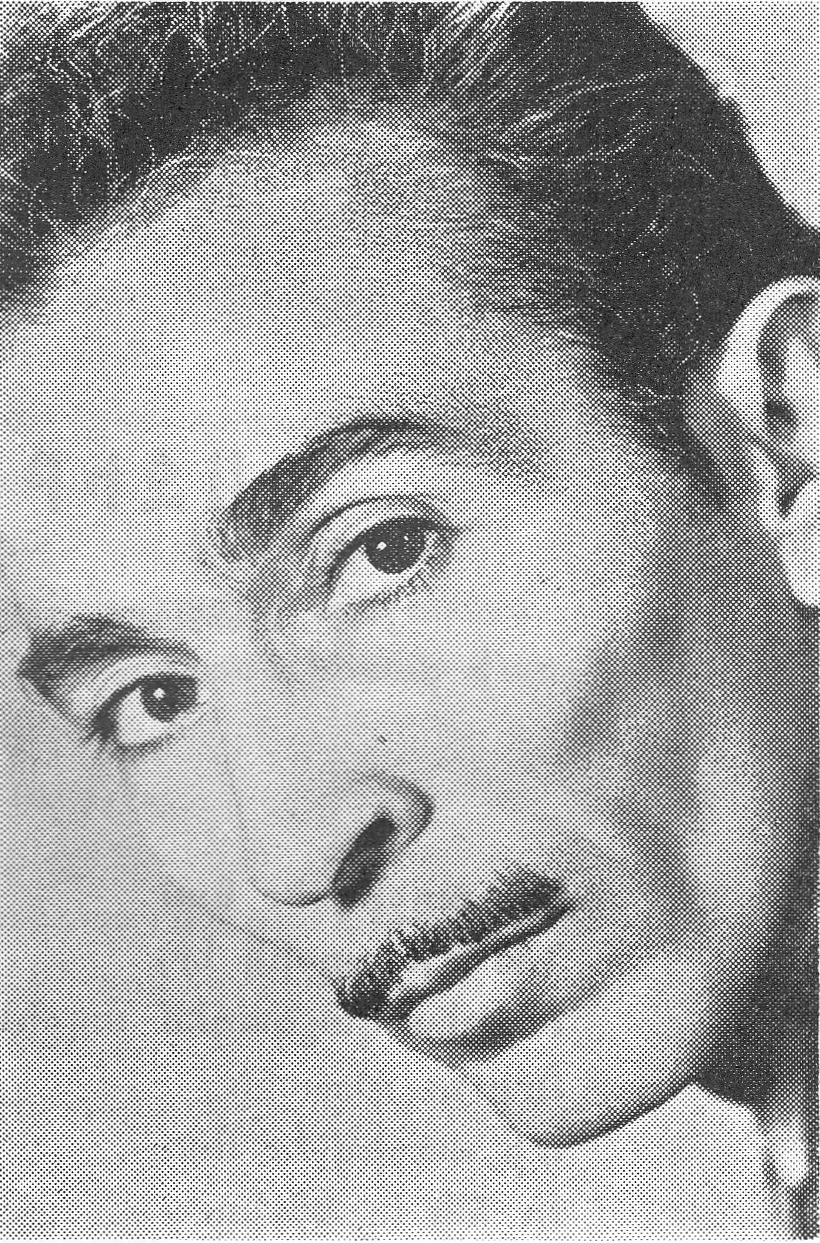
ساموئل خاچیکیان